# فيليب شتاين
فيليب شتاين (بالإنجليزية: Philip Stein)‏ هو رسام وملحن ومنتج أسطوانات أمريكي، ولد في 5 فبراير 1919 في نيوآرك في الولايات المتحدة، وتوفي في 27 أبريل 2009 في مانهاتن في الولايات المتحدة.